# 张杰 (给水排水工程专家)
张杰（1938年2月27日—），辽宁本溪人，中国给水排水工程专家，中国市政工程东北设计研究院高级工程师、特聘总工程师，哈尔滨工业大学教授。1962年毕业于哈尔滨建筑工程学院，1985年毕业于日本大阪大学，获工学博士学位。1997年当选为中国工程院院士。